# Дирфилд (Мичиген)
Дирфилд (енгл. Deerfield) град је у америчкој савезној држави Мичиген.

## Демографија
По попису из 2010. године број становника је 898, што је 107 (-10,6%) становника мање него 2000. године.
| Група             | 2000.       | 2010.       |
| Белци             | 958 (95,3%) | 828 (92,2%) |
| Афроамериканци    | 1 (0,1%)    | 4 (0,4%)    |
| Азијати           | 1 (0,1%)    | 1 (0,1%)    |
| Хиспаноамериканци | 32 (3,2%)   | 37 (4,1%)   |
| Укупно            | 1.005       | 898         |